# Giuseppe Maria Reina
Giuseppe Maria Reina, detto Pippo (Catania, 23 ottobre 1954), è un politico italiano, già Sottosegretario alle Infrastrutture e ai Trasporti del Governo Berlusconi IV.
È stato .

## Biografia
Nato il 23 ottobre 1954 a Catania, funzionario pubblico della Camera di commercio di Catania, sposato e padre di due figli. Ha ricoperto numerosi incarichi istituzionali e di partito, partendo da una formazione prettamente giuridica, e da un'attività principalmente svolta nella Pubblica Amministrazione: nominato consigliere di amministrazione dell'Università degli Studi di Catania e componente del Consiglio di amministrazione e del Consiglio di direzione della Camera di Commercio di Catania.
Ha fatto parte, in rappresentanza del Presidente della CCIAA di Catania, della Commissione tecnica, predisposta dall'A.R.S. (Assemblea Regionale Siciliana) che ha approntato lo schema di legge per l'attuazione in Sicilia delle norme di riforma dell'istituto camerale.
È stato Presidente del Consiglio di Amministrazione e Amministratore Unico della S.A.C. Service S.r.l., Società pubblica di servizi dell'Aeroporto di Catania. Ha collaborato nell'attività di amministrazione della società Interporto Catania S.p.A. e docente all'I. S. V. I. (Istituto di Formazione e ricerca sui problemi sociali dello Sviluppo) di Catania.

### Attività politica
È stato a lungo esponente della Democrazia Cristiana prima e dell'UDC dopo, oltreché consigliere comunale e assessore di Misterbianco (Catania), consigliere provinciale e assessore di Catania.
Alle elezioni politiche del 2006 viene candidato alla Camera dei deputati, tra le liste di Forza Italia per il Movimento per l'Autonomia nella circoscrizione Puglia, venendo eletto deputato. Nella XV legislatura della Repubblica è stato segretario dell'ufficio di presidenza della Camera dei deputati, componente del Comitato per la comunicazione e l'informazione esterna, membro e capogruppo del misto nella 6ª Commissione Finanze.
Nominato prima osservatore del Movimento Per l'Autonomia, di Siracusa (10 luglio 2007), ne diviene poi commissario provinciale.
Non rieletto alla Camera alle elezioni politiche del 2008, il 12 maggio 2008 è stato nominato sottosegretario di Stato al Ministero delle Infrastrutture e dei Trasporti nel governo Berlusconi IV. Da sottosegretario ha ricevuto la delega al Ponte sullo stretto di Messina ed ha esercitato la delega ministeriale all'esercizio delle funzioni per le materie di competenza della Direzione generale per le infrastrutture ferroviarie, portuali e aeroportuali e della Direzione generale per le infrastrutture stradali con riguardo all'ammodernamento delle infrastrutture stradali e ferroviarie a servizio del Mezzogiorno.
Il 12 novembre 2010, quando il Movimento per le Autonomie annuncia di non essere più vincolato dalla coalizione con cui si è presentato per le elezioni politiche del 2008 e di ritirare i propri sottosegretari dal governo.
Il 15 novembre Reina si dimette.
Nel 2017 è coordinatore regionale dell'MPA e successivamente ne diviene coordinatore politico provinciale di Catania.